# Daouda Traoré
Pour les articles homonymes, voir Traoré.
Daouda Traoré, né le 22 juillet 2006 à Ivry-sur-Seine (France), est un footballeur français évoluant au poste de milieu central au Southampton FC.